# Palazzo Gambirasi

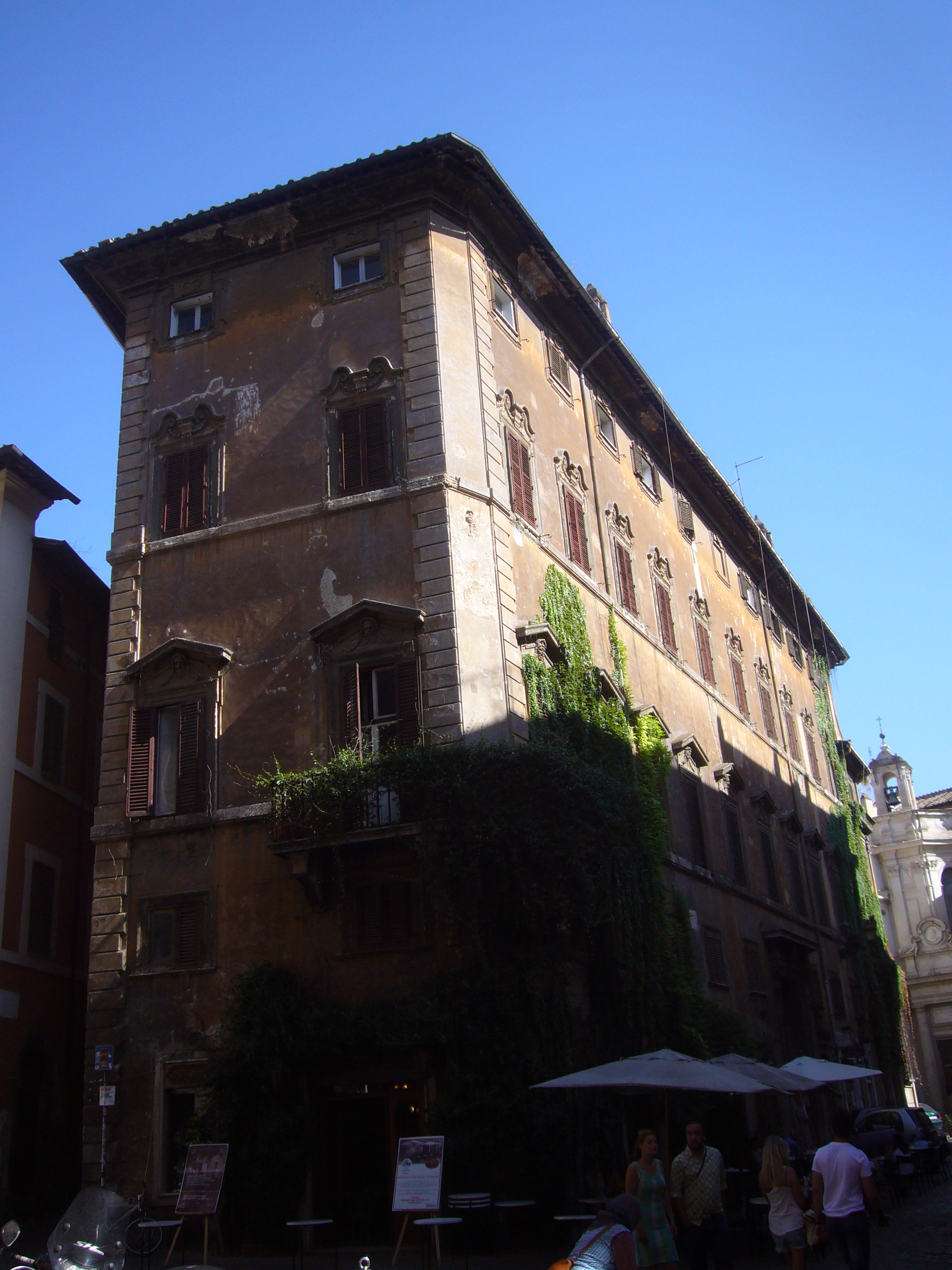
Palazzo Gambirasi

Der Palazzo Gambirasi ist ein ehemaliger Adelspalast in der Altstadt von Rom.
1657 wurde das Areal in unmittelbarer Nähe der Kirche Santa Maria della Pace von dem Kaufmann Donato Gambirasi aus Bergamo erworben. Nach dem Entwurf des Architekten Giovanni Antonio De Rossi wurde 1658 bis 1660 ein Palazzo erbaut. Später ging die Immobilie in die Familie Gambirasi über, die den Palast umfassend ausbauen ließ. 1710 wurde das Anwesen an die deutsche Kirchengemeinde Santa Maria dell’Anima, den Sitz der deutschsprachigen katholischen Pfarrgemeinde in Rom und Anlaufstelle für deutschsprachige Pilger in der Stadt, verkauft, die ihn vermietete. 
1891 eröffnete hier das Caffe della Pace, eine weitaus renommierte gastronomische Adresse in Rom und bekannter Treffpunkt Roms. 2016 musste das Cafe auf Druck der Umbauvorstellungen des Eigentümers schließen; Sanierungsmaßnahmen des Eigentümers sind vorgesehen.